# Elephantulus rufescens
Elephantulus rufescens es una especie de mamífero afroterio del orden Macroscelidea. Se encuentra en Etiopía, Kenia, Somalia, Sudán del Sur, Tanzania y Uganda.
Su hábitat natural son sabanas secas y matorrales secos subtropicales o tropicales.